# Jairzinho Rozenstruik
Jairzinho Rozenstruik, né le 17 mars 1988 à Paramaribo (Suriname), est un pratiquant surinamien d'arts martiaux mixtes (MMA). Il combat actuellement dans la catégorie des poids lourds de l'Ultimate Fighting Championship (UFC).

## Jeunesse et débuts en kick-boxing
Jairzinho Rozenstruik naît le 17 mars 1988 à Paramaribo, la capitale du Suriname, dans le district du même nom. Ses parents étant fans de football, ils le nomment d'après le footballeur international brésilien Jairzinho. Jairzinho Rozenstruik joue au football et au basket-ball avant de commencer la pratique du kick-boxing à l'âge de dix-sept ans dans un club de boxe local. Là-bas, il est rapidement repéré par l'entraîneur Michael Babb du Vos Gym Amsterdam, une salle où l'on pratique le kick-boxing aux Pays-Bas. Après avoir pratiqué le kick-boxing, sport dans lequel il est devenu champion de sa catégorie, il décide par la suite de se mettre aux arts martiaux mixtes (MMA) en 2012. En kick-boxing, il aura remporté au total 76 combats, dont 64 d'entre eux par KO, sur les 85 auxquels il a participé pour seulement 8 défaites et 1 nul.

## Carrière dans les arts martiaux mixtes

### Débuts (2012-2018)
Le 26 mai 2012, Jairzinho Rozenstruik affronte l'Ukrainien Evgeny Boldyrev à Vladivostok, en Russie, et remporte le combat par KO lors de la première reprise. Le 24 novembre 2012, il affronte de nouveau l'Ukrainien Evgeny Boldyrev au kraï de Khabarovsk, en Russie, et remporte le combat par KO lors de la première reprise.
Le 28 avril 2017, il affronte le Vénézuélien Engelbert Berbin à Oranjestad, sur l'île d'Aruba, et remporte le combat par KO lors de la première reprise. Le 22 décembre 2017, il affronte le Néerlandais Marvin Aboeli à Paramaribo, au Suriname, et remporte le combat par KO technique lors de la première reprise.
Le 6 mai 2018, il affronte l'Ukrainien Andrey Kovalev à Fukuoka, au Japon, et remporte le combat par décision partagée. Le 27 décembre 2018, il affronte le Jamaïcain Robert McCarthy à Paramaribo, au Suriname, et remporte le combat par KO lors de la première reprise.

### Ultimate Fighting Championship (depuis 2019)
Le 2 février 2019, Jairzinho Rozenstruik affronte le Brésilien Júnior Albini à Fortaleza, au Brésil, et remporte le combat KO technique lors de la deuxième reprise. Le 22 juin 2019, il affronte l'Américain Allen Crowder à Greenville, en Caroline du Sud, et remporte le combat par KO lors de la première reprise. Sa prestation est désignée Performance de la soirée. Le 2 novembre 2019, il affronte le Biélorusse Andrei Arlovski à New York, dans l'État de New York, et remporte le combat par KO lors de la première reprise. Le 7 décembre 2019, il affronte le Néerlandais Alistair Overeem à Washington, D.C., et remporte le combat par KO lors de la cinquième reprise.
Le 9 mai 2020, il affronte le Camerounais Francis Ngannou à Jacksonville, en Floride, et perd le combat par KO lors de la première reprise. Le 15 août 2020, il affronte le Brésilien Júnior dos Santos à Las Vegas, dans le Nevada, et remporte le combat par KO technique lors de la deuxième reprise. Le 27 février 2021, il affronte le Français Ciryl Gane à Las Vegas, dans le Nevada, et perd le combat par décision unanime. Le 5 juin 2021, il affronte le Brésilien Augusto Sakai à Las Vegas, dans le Nevada, et remporte le combat par KO technique lors de la première reprise. Sa prestation est désignée Performance de la soirée. Le 25 septembre 2021, il affronte l'Américain Curtis Blaydes à Las Vegas, dans le Nevada, et perd le combat par décision unanime.
Le 4 juin 2022, il affronte le Russe Alexander Volkov à Las Vegas, dans le Nevada, et perd le combat par KO technique lors de la première reprise. Le 10 décembre 2022, il affronte l'Américain Chris Daukaus à Las Vegas, dans le Nevada, et remporte le combat par KO lors de la première reprise. Sa prestation est désignée Performance de la soirée. Le 13 mai 2023, il affronte le Brésilien Jailton Almeida à Charlotte, en Caroline du Nord, et perd le combat par soumission. Le 2 mars 2024, il affronte le Bahreïnien Shamil Gaziev à Las Vegas, dans le Nevada, et remporte le combat par KO technique lors de la quatrième reprise. Le 18 août 2024, il affronte l'Australien Tai Tuivasa à Perth, en Australie, et remporte le combat par décision partagée.

## Vie privée
Jairzinho Rozenstruik est le père de deux filles.

### Problèmes juridiques
Au début de mois d'août 2014, Jairzinho Rozenstruik est arrêté par la police néerlandaise à l'aéroport d'Amsterdam-Schiphol. Il est soupçonné de trafic de stupéfiants avec sept autres Surinamiens aux Pays-Bas. Le groupe affirme néanmoins qu'ils venaient aux Pays-Bas pour assister à un gala de kick-boxing qui, comme il s'est avéré par la suite, n'a pas eu lieu. Après 14 jours de détention, il est libéré par les autorités. La police néerlandaise découvre par la suite que les sept autres membres du groupe ont avalé des boulettes de stupéfiants à l'inverse de Jairzinho Rozenstruik, le seul kickboxeur du groupe, qui n'avait pas un gramme de drogue sur lui.

## Palmarès en arts martiaux mixtes

### Distinctions
- Ultimate Fighting Championship
  - Performance de la soirée (× 3) : face à Allen Crowder, Augusto Sakai et Chris Daukaus[9],[16],[20].

| 21 combats     | 15 victoires | 6 défaites |
| Par KO         | 13           | 2          |
| Par soumission | 0            | 1          |
| Sur décision   | 2            | 3          |

### Historique des combats
| Résultat | Record | Adversaire        | Méthode                                        | Événement                                        | Date              | Round | Temps | Lieu                        | Notes                     |
| -------- | ------ | ----------------- | ---------------------------------------------- | ------------------------------------------------ | ----------------- | ----- | ----- | --------------------------- | ------------------------- |
| Défaite  | 15-6   | Sergei Pavlovich  | Décision unanime                               | UFC Fight Night: Adesanya vs. Imavov             | 1er février 2025  | 3     | 5:00  | Riyad, Arabie Saoudite      |                           |
| Victoire | 15-5   | Tai Tuivasa       | Décision partagée                              | UFC 305                                          | 18 août 2024      | 3     | 5:00  | Perth, Australie            |                           |
| Victoire | 14-5   | Shamil Gaziev     | TKO (arrêt de l’arbitre)                       | UFC Fight Night: Rozenstruik vs. Gaziev          | 2 mars 2024       | 4     | 5:00  | Las Vegas, Nevada           |                           |
| Défaite  | 13-5   | Jailton Almeida   | Soumission (étranglement arrière)              | UFC on ABC: Rozenstruik vs. Almeida              | 13 mai 2023       | 1     | 3:43  | Charlotte, Caroline du Nord |                           |
| Victoire | 13-4   | Chris Daukaus     | KO (coup de poing)                             | UFC 282                                          | 10 décembre 2022  | 1     | 0:23  | Las Vegas, Nevada           | Performance de la soirée. |
| Défaite  | 12-4   | Alexander Volkov  | TKO (coups de poing)                           | UFC Fight Night: Volkov vs. Rozenstruik          | 4 juin 2022       | 1     | 2:12  | Las Vegas, Nevada           |                           |
| Défaite  | 12-3   | Curtis Blaydes    | Décision unanime                               | UFC 266                                          | 25 septembre 2021 | 3     | 5:00  | Las Vegas, Nevada           |                           |
| Victoire | 12-2   | Augusto Sakai     | TKO (coups de poing)                           | UFC Fight Night: Rozenstruik vs. Sakai           | 5 juin 2021       | 1     | 4:59  | Las Vegas, Nevada           | Performance de la soirée. |
| Défaite  | 11-2   | Ciryl Gane        | Décision unanime                               | UFC Fight Night: Rozenstruik vs. Gane            | 28 février 2021   | 5     | 5:00  | Las Vegas, Nevada           |                           |
| Victoire | 11-1   | Júnior dos Santos | TKO (coups de poing)                           | UFC 252                                          | 15 août 2020      | 2     | 3:47  | Las Vegas, Nevada           |                           |
| Défaite  | 10-1   | Francis Ngannou   | KO (coups de poing)                            | UFC 249                                          | 9 mai 2020        | 1     | 0:20  | Jacksonville, Floride       |                           |
| Victoire | 10-0   | Alistair Overeem  | KO (coup de poing)                             | UFC on ESPN: Overeem vs. Rozenstruik             | 7 décembre 2019   | 5     | 4:56  | Washington, D.C.            |                           |
| Victoire | 9-0    | Andrei Arlovski   | KO (coup de poing)                             | UFC 244                                          | 2 novembre 2019   | 1     | 0:29  | New York, État de New York  |                           |
| Victoire | 8-0    | Allen Crowder     | KO (coups de poing)                            | UFC Fight Night: Moicano vs. Korean Zombie       | 22 juin 2019      | 1     | 0:09  | Greenville, Caroline du Sud | Performance de la soirée. |
| Victoire | 7-0    | Júnior Albini     | TKO (coup de pied à la tête et coups de poing) | UFC Fight Night: Assunção vs. Moraes 2           | 2 février 2019    | 2     | 0:54  | Fortaleza, Brésil           |                           |
| Victoire | 6-0    | Robert McCarthy   | KO (coups de poing)                            | Team Yvel: Fearless 3                            | 27 décembre 2018  | 1     | 0:10  | Paramaribo, Suriname        |                           |
| Victoire | 5-0    | Andrey Kovalev    | Décision partagée                              | Rizin 10                                         | 6 mai 2018        | 3     | 5:00  | Fukuoka, Japon              |                           |
| Victoire | 4-0    | Marvin Aboeli     | TKO (coups de poing)                           | Fighting with the Stars: Bloed, Zweet & Tranen 3 | 22 décembre 2017  | 1     | NC    | Paramaribo, Suriname        |                           |
| Victoire | 3-0    | Engelbert Berbin  | KO (coups de poing)                            | AIF 1                                            | 28 avril 2017     | 1     | NC    | Oranjestad, Aruba           |                           |
| Victoire | 2-0    | Evgeni Boldyrev   | KO (coup de poing)                             | Draka 11                                         | 24 novembre 2012  | 1     | 2:05  | Krai de Khabarovsk, Russie  |                           |
| Victoire | 1-0    | Evgeni Boldyrev   | KO (coup de poing)                             | Draka 7                                          | 26 mai 2012       | 1     | 2:36  | Vladivostok, Russie         | Début en poids lourds.    |